# مرزق
مرزق هي مدينة ليبية تقع في أقصى جنوب ليبيا تقع على خط العرض: 25.9044، خط الطول: 13.8972، ارتفاع من مستوى سطح البحر: 0 متر،
تعتمد اقتصاديا على الزراعة وتشتهر بالتمور. والفتات «خبز تنور». والاعمال اليدوية من النخيل، تتبع مدينة مرزق لشعبية مرزق.

## تاريخ المدينة
تعد مرزق من أقدم المدن في ليبيا ولقد نشأت منذ زمن الفراعنة ولقد قامت بجوانبها الكثير من الحضارات التي بقت آثارارها شاهدة لوجوده حتى اليوم ولقد ساهم في بقاء مدينة مرزق إلى هذا اليوم هو أنها تحمل موقع جغرافي هام جدا مما جعلها موطن التقاء القوافل التجارية القادمة من أفريقيا حتى سواحل البحر المتوسط وأيضا نقطة وصل بين الغرب والشرق في شمال أفريقيا وأيضا ازدهرت الحضارة في مرزق بسبب كثرة مياهها الجوفية التي توجد في أرضها منذ آلاف السنين،
و مرزق هي أصل فن المرسكاوي الذي ينتشر في مدينة بنغازي ومدينة البيضاء.
سكان المدينة اليوم مهجرون بين المدن الليبية، ويسيطر علي مدينتهم التبو الوافدين من تشاد والنيجر والذين يسيطرون ايضًا على مناطق  زويلة، وأم الأرانب، وحمّْيرة، وقَطّْرون. نزح التبو من الحرب الليبية التشادية، وفي أعقاب ثورة فبراير عام 2011.

## المناخ
يظهر الجدول التالي التغييرات المناخية على مدار السنة لمرزق:
| البيانات المناخية لـمرزق          | البيانات المناخية لـمرزق | البيانات المناخية لـمرزق | البيانات المناخية لـمرزق | البيانات المناخية لـمرزق | البيانات المناخية لـمرزق | البيانات المناخية لـمرزق | البيانات المناخية لـمرزق | البيانات المناخية لـمرزق | البيانات المناخية لـمرزق | البيانات المناخية لـمرزق | البيانات المناخية لـمرزق | البيانات المناخية لـمرزق | البيانات المناخية لـمرزق |
| الشهر                             | يناير                    | فبراير                   | مارس                     | أبريل                    | مايو                     | يونيو                    | يوليو                    | أغسطس                    | سبتمبر                   | أكتوبر                   | نوفمبر                   | ديسمبر                   | المعدل السنوي            |
| --------------------------------- | ------------------------ | ------------------------ | ------------------------ | ------------------------ | ------------------------ | ------------------------ | ------------------------ | ------------------------ | ------------------------ | ------------------------ | ------------------------ | ------------------------ | ------------------------ |
| متوسط درجة الحرارة الكبرى °م (°ف) | 19.4 (66.9)              | 23.3 (73.9)              | 27.5 (81.5)              | 33.1 (91.6)              | 38.3 (100.9)             | 41.5 (106.7)             | 42.4 (108.3)             | 41.3 (106.3)             | 39.1 (102.4)             | 33.5 (92.3)              | 26.2 (79.2)              | 20.0 (68.0)              | 32.1 (89.8)              |
| المتوسط اليومي °م (°ف)            | 12.7 (54.9)              | 15.8 (60.4)              | 20.1 (68.2)              | 25.5 (77.9)              | 30.4 (86.7)              | 33.7 (92.7)              | 34.3 (93.7)              | 33.4 (92.1)              | 31.5 (88.7)              | 26.4 (79.5)              | 19.5 (67.1)              | 13.4 (56.1)              | 24.7 (76.5)              |
| متوسط درجة الحرارة الصغرى °م (°ف) | 5.9 (42.6)               | 8.2 (46.8)               | 12.7 (54.9)              | 17.8 (64.0)              | 22.4 (72.3)              | 25.9 (78.6)              | 26.3 (79.3)              | 25.7 (78.3)              | 23.9 (75.0)              | 19.2 (66.6)              | 12.8 (55.0)              | 6.8 (44.2)               | 17.3 (63.1)              |
| الهطول مم (إنش)                   | 1 (0.0)                  | 0 (0)                    | 1 (0.0)                  | 1 (0.0)                  | 1 (0.0)                  | 0 (0)                    | 0 (0)                    | 0 (0)                    | 0 (0)                    | 1 (0.0)                  | 1 (0.0)                  | 1 (0.0)                  | 7 (0)                    |
| المصدر: L'Ajjer, Sahara central   |                          |                          |                          |                          |                          |                          |                          |                          |                          |                          |                          |                          |                          |